# 千田大輔
千田 大輔（ちだ だいすけ、1989年 - ）は、日本の漫画家。東京都出身。同人活動を行う際は「しらす」という名義を使用することもある。

## 人物・作風
作品作りの根幹は「このキャラクターは、こんな行動をするだろうな」という部分にあるため、どのような作品でも描く際に考えていることに違いはないとしている。
女児向けのトレーディングカードアーケードゲームの愛好家である。

## 作品リスト

### 漫画作品

#### 連載
- さよならトリガー（『マガジンSPECIAL』2014年1号[3] - 2016年2月号）
- 異常者の愛（『マンガボックス』2017年4月3日[4] - 2018年9月8日）
- マコさんは死んでも自立しない（『週刊少年マガジン』2017年41号[5] - 2019年48号[6]）
- ヒロインは絶望しました。（『マガジンポケット』[7]2019年10月9日[8] - 2021年9月27日）
- 僕は君たちを支配する（『ヤンマガWeb』2022年3月13日[9] - 2023年12月17日）
- 真剣恋愛極道ーガチコイヤクザー（原作：高橋恭平、『ヤンマガWeb』2025年3月30日 - 連載中）

#### 読み切り
- ふらげの（『別冊少年マガジン』2012年8月号）

### 書籍
- 『さよならトリガー』、講談社〈講談社コミックス〉2014年 - 2016年、全3巻
- 『異常者の愛』、講談社〈講談社コミックス〉2017年 - 2018年、全6巻
- 『マコさんは死んでも自立しない』、講談社〈講談社コミックス〉2018年 - 2020年、全5巻
- 『ヒロインは絶望しました。』、講談社〈講談社コミックス〉2020年 - 2021年、全10巻
- 『僕は君たちを支配する』、講談社〈ヤンマガKC〉2022年 - 2024年、全11巻
- 『真剣恋愛極道ーガチコイヤクザー』、原作：高橋恭平、講談社〈ヤンマガKCスペシャル〉2025年 - 、既刊1巻（2025年6月19日現在）

### その他
- 平成30年7月豪雨復興支援企画『西日本応援イラスト集』（『コミックDAYS』2018年9月[10]）イラスト[10]